# Галіфакс Мусгедс
«Галіфакс Мусгедс» — молодіжний хокейний клуб, що базується в місті Галіфакс, Канада. Клуб заснований в 1994 році, і з сезону 1994—1995 років виступає в Головній юніорській хокейній лізі Квебеку. Домашні поєдинки команда проводить на арені Галіфакс Метро центр.
У 2013 році «Галіфакс» уперше у своїй історії виграв Президентський (головний трофей квебецької ліги) та Меморіальний кубки.

## Історія
Протягом 9 сезонів до появи «Мусгедс», у ГЮХЛК виступали виключно клуби, котрі базувалися в провінції Квебек. Тож у 1994 році «Галіфакс» став першою командою в лізі, котра представляла одну з «Атлантичних» провінцій Канади, а саме Нову Шотландію. Успішні виступи команди посприяли появі нових клубів з провінцій, що знаходяться на узбережжі Атлантичного океану.
За свою недовгу історію, команда тричі грала у фіналах плей-оф ГЮХЛК (2003, 2005, 2013). Однак перші дві спроби завоювати Президентський кубок виявилися невдалими, і лише у 2013 році «Мусгедс» досягли мети.
У 2000 році «Галіфакс», як господар змагань, брав участь у розіграші Меморіального кубка, однак поступився у півфіналі команді з онтарійської ліги Беррі Колтс. Проте у 2013 році, «лосям» таки вдалося здобути головний трофей канадської хокейної ліги.

## Результати по сезонах
Скорочення: І = Ігри, В = Виграші, Н = Нічиї, П = Поразки, ПО = Поразки не в основний час гри, ГЗ = Голів забито, ГП = Голів пропущено, О = Очки
| Сезон     | Ліга  | І  | В  | Н  | П  | ПО | ГЗ  | ГП  | О   | Місце      | Плей-оф                            |
| 1994-1995 | QMJHL | 72 | 24 | 6  | 42 | -  | 257 | 317 | 54  | 11-те з 13 | Програш в 1-му раунді              |
| 1995-1996 | QMJHL | 70 | 32 | 2  | 36 | -  | 258 | 262 | 66  | 9-те з 15  | Програш в кваліфікації             |
| 1996-1997 | QMJHL | 70 | 37 | 4  | 29 | -  | 267 | 255 | 54  | 6-те з 15  | Програш у фіналі конференції       |
| 1997-1998 | QMJHL | 70 | 24 | 5  | 41 | -  | 263 | 316 | 54  | 12-те з 16 | Програш в чвертьфіналі конференції |
| 1998-1999 | QMJHL | 70 | 46 | 4  | 20 | -  | 298 | 206 | 54  | 2-ге з 16  | Програш в півфіналі конференції    |
| 1999-2000 | QMJHL | 72 | 41 | 6  | 20 | 5  | 316 | 259 | 93  | 4-те з 16  | Програш в півфіналі конференції    |
| 2000-2001 | QMJHL | 72 | 32 | 10 | 24 | 6  | 235 | 253 | 80  | 6-те з 16  | Програш в чвертьфіналі конференції |
| 2001-2002 | QMJHL | 72 | 39 | 9  | 21 | 3  | 267 | 197 | 90  | 3-тє з 16  | Програш в півфіналі конференції    |
| 2002-2003 | QMJHL | 72 | 44 | 10 | 15 | 3  | 289 | 206 | 101 | 2-ге з 16  | Програш у фіналі                   |
| 2003-2004 | QMJHL | 70 | 17 | 7  | 43 | 3  | 194 | 274 | 44  | 15-те з 16 |                                    |
| 2004-2005 | QMJHL | 70 | 42 | 10 | 16 | 2  | 242 | 172 | 96  | 2-ге з 16  | Програш у фіналі                   |
| 2005-2006 | QMJHL | 70 | 35 | -  | 33 | 2  | 246 | 258 | 72  | 11-те з 18 | Програш в півфіналі конференції    |
| 2006-2007 | QMJHL | 70 | 32 | -  | 31 | 7  | 269 | 287 | 71  | 14-те з 18 | Програш в півфіналі конференції    |
| 2007-2008 | QMJHL | 70 | 42 | -  | 23 | 5  | 278 | 241 | 89  | 4-те з 18  | Програш в півфіналі                |
| 2008-2009 | QMJHL | 68 | 19 | -  | 41 | 8  | 193 | 290 | 46  | 18-те з 18 |                                    |
| 2009-2010 | QMJHL | 68 | 13 | -  | 48 | 7  | 171 | 288 | 33  | 18-те з 18 |                                    |
| 2010-2011 | QMJHL | 68 | 20 | -  | 43 | 5  | 186 | 262 | 45  | 15-те з 18 | Програш в чвертьфіналі конференції |
| 2011-2012 | QMJHL | 68 | 39 | -  | 22 | 7  | 250 | 238 | 85  | 6-те з 17  | Програш в півфіналі                |
| 2012-2013 | QMJHL | 68 | 58 | -  | 6  | 4  | 347 | 176 | 6   | 1-ше з 18  | Чемпіони                           |

## Гравці

### Найвідоміші хокеїсти
- Рамзі Абід
- Якуб Ворачек
- Мілан Юрчина
- Жан-Себастьєн Жиґер
- Паскаль Леклер
- Петр Врана
- Бред Маршан
- Алекс Тенгуей
- Джоді Шеллі
- Ладіслав Надь
- Джонатан Друен
- Нейтан Маккіннон

### Номери, що не використовуються
- 18 — Алекс Тенгуей, нападник (1996—1999, 152 матчі). Виведено з обігу 25 лютого 2005 року[1].
- 25 — Джоді Шеллі, нападник (1994—1997, 181). Виведено з обігу 1 лютого 2003 року[1].
- 47 — Жан-Себастьєн Жигер, воротар (1994—1997, 190). Виведено з обігу 22 лютого 1998 року[1].